# Jean Herinckx
Jean Herinckx, né à Uccle le 3 mars 1888 et y décédé le 18 janvier 1961, est un juriste et homme politique belge qui est membre de la Chambre des représentants.

## Biographie
Il commencesa carrière au Congo belge où il est juge durant sept ans.
Après en avoir été conseiller communal à partir de 1921, il devient en 1939 bourgmestre d'Uccle, commune où il est revenu après son séjour africain et où l'attachent d'anciennes racines familiales.
Il participe activement à la Résistance durant l'occupation et devient avec Fernand Demany coprésident du "Front de l'Indépendance".
En 1945 il est nommé gouverneur du Brabant par le gouvernement belge en exil à Londres.
Le 12 juin 1980, Yad Vashem reconnait Jean Herinckx en tant que Juste parmi les nations.